# Ibn Jubayr
Ibn Jubayr, Abū l-Ḥusayn Muḥammad ibn Aḥmad al-Kinānī (in arabo ﺍﺑﻦ ﺟﺒﻴﺮ‎?; Valencia o Játiva, 1145 – Alessandria d'Egitto, 1217), è stato un viaggiatore e poeta arabo-andaluso.
Studiò scienze religiose e letteratura e diventò funzionario nell'amministrazione del wālī di Granada.

## Il viaggio

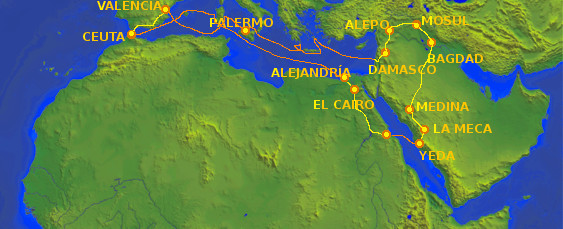
Il viaggio di Ibn Jubair, da Granada alla Mecca.

Per un'improvvisa crisi religiosa intraprese il viaggio alla volta della Mecca, al fine di adempiervi il ḥajj e partì quindi da Granada nel 1183. 
Toccò nelle sue tappe Ceuta e da qui si diresse, passando per la Sardegna, la Sicilia e Creta, verso l'Egitto, al fine di dirigersi poi verso la penisola araba, navigando lungo il mar Rosso.
In Sicilia tornò nel 1184, al ritorno dal suo lungo viaggio che lo aveva portato a soggiornare per 9 mesi alla Mecca e, quindi, a Baghdad, Mosul e Aleppo e nell'isola soggiornò fino al febbraio del 1185.
Nel suo resoconto di viaggio che chiamò Riḥla (per l'appunto "Viaggio") descrisse l'isola, all'epoca sotto dominazione normanna, descrivendo la grande intelligenza e tolleranza del sovrano Guglielmo II il Buono che (come i suoi predecessori e i suoi successori) non si privò intelligentemente degli importanti apporti culturali e tecnologici garantitigli dai suoi sudditi musulmani.
Una traduzione italiana fu redatta da Celestino Schiaparelli (1841-1919), l'unico allievo di Michele Amari, l'autore dell'insuperato capolavoro della "Storia dei musulmani di Sicilia".
Riḥla, il genere di letteratura di viaggio proposta da Ibn Jubayr - che effettuò altri due lunghi viaggi nell'ecumene islamica senza che suoi scritti si siano peraltro conservati - divenne tanto famoso nel mondo arabo-islamico da fungere da modello per le successive generazioni di scrittori-viaggiatori, e in particolare per Ibn Baṭṭūṭa (il redattore della cui Riḥla fu però Ibn Juzayy), al-Maqrīzī o Ibn Faḍlān.